# Паранормална активност 2
Паранормална активност 2 (енгл. Paranormal Activity 2) је амерички натприродни хорор филм из 2010. године редитеља Тода Вилијамса и писаца Кристофера Ландона, Мајкла Р. Перија и Тома Пабста. Филм је преднаставак филма Паранормална активност из 2007. године, почевши два месеца пре и пратећи догађаје приказане у оригиналном филму. Филм је 22. октобра 2010. године објављен у биоскопима у поноћ у Сједињеним Државама, Уједињеном Краљевству, Канади, Мексику, Бразилу, Аргентини, Пољској и Ирској. Неоцењена верзија филма је такође објављена.

## Радња
У августу 2006. године, догодила се „провала” у кући Кристи (Спрејг Грејден) и Данијела Реја (Брајан Боланд), смећајући им кућу и остављајући нетакнуту само спаваћу собу њиховог детета Хантера. Једина ствар која је украдена је огрлица коју јој је поклонила Кристина сестра, Кејти. Мартин, породична помоћница и дадиља латиноамеричке породице, улази у Хантерову собу након што чује снажан прасак и осети нешто у соби. Одводи га доле и покушава да очисти кућу од „злих духова”, али Данијел долази кући и хвата њену запаљену жалфију. Као резултат, Мартин је отпуштена.
Кристи верује да је њихов дом уклет и каже Данијелу; Данијел прегледа снимак, али одбацује њену тврдњу. Кејти и Кристи разговарају о томе како их је демон мучио када су биле деца. Данијелова ћерка из претходног брака, Али (Моли Ефрајм), почиње да истражује мистериозне догађаје; она открива да људи могу да се договоре с демонима због богатства или моћи губећи душу свог прворођеног сина, али ако се посао не испуни, демон ће се држати породице док се други син не роди—Хантер је био први дечак да се роди на Кристијевој страни од 1930их.
Насиље ескалира; немачки овчар породице, Аби, која је ноћу чувала Хантера, постаје свесна присуства демона и нападнута је и очигледно пати од напада. Данијел и Али одводе Аби код ветеринара, остављајући Кристи саму са Хантером. Приликом провере бебе, демон напада Кристи и одводи је у продрум, где ју је запосео. Сутрадан, Али остаје кући са Кристи, несвесна да је запоседнута. Убрзо, Али чује звук огреботине на вратима подрума и отвара их како би пронашла огреботине и у њих је урезана реч meus (латински за „моја”). Али је престрављена Кристииним понашањем.
Након што је приметила чудан траг угриза на нози и открила снимке Кристиног напада, Али моли Данијела да се врате кући; по његовом доласку она му показује снимке. Данијел одмах позива Мартин, која припрема крст за истеривање демона; Кристи се неће сећати да је била запоседнута. Данијел одлази да пренесе демона на Кејти, тако да ће Кристи и Хантер бити спашени, упркос Алиним молбама да то не учини.
Те ноћи, када Данијел покушава да употреби крст на Кристи, она га нападне и сва кућна светла се угасе, бацајући све у мрак. Користећи ноћни вид ручне камере, открива да су Кристи и Хантер нестали. Намештај почиње да се преврће, а лустери се тресу. Данијел прогони Кристи у подрум, где га она напада. Додирне је крстом, због чега се сруши. Данијел чује демонско режање и коначно, тресење престаје. Данијел стави Кристи у кревет и спали фотографију младе Кејти, чиме демон прелази на њу.
Три недеље касније, Кејти долази у посету и објашњава да су се необичне ствари почеле дешавати у њеној кући. 9. октобра, ноћ након што је Мика убијен, запоседнута и крвава Кејти упада у кућу, убија Данијела и Кристи, а затим са собом води Хантера. Екран затим прелази у црно.
У епилог тексту се наводи да је Али била на школском путовању и вратила се кући, три дана касније пронашла је тела Данијела и Кристи, а да је боравиште Кејти и Хантерa и даље непознато.

## Улоге
| Глумац                 | Улога       |
| ---------------------- | ----------- |
| Спрејг Грејден         | Кристи Реј  |
| Брајан Боланд          | Данијел Реј |
| Моли Ефрајм            | Али Реј     |
| Кејти Гедерстон        | Кејти       |
| Мика Слоут             | Мика        |
| Сет Гинсберт           | Бред        |
| Вивис Кортез           | Мартин      |
| Џексон Ксенија Пријето | Хантер      |
| Вилијам Хуан Пријето   | Хантер      |

## Наставци
Паранормална активност 3 је амерички натприроднo-хорор филм из 2011. године редитеља Хенрија Џуста и Аријела Шулмана. Представља трећи филм из серије Паранормална активност и служи као преднаставак, смештен 18 година пре догађаја из прва два филма. Објављен је у биоскопима 21. октобра 2011. године.
Четврти део, Паранормална активност 4, објављен је 18. октобра 2012. године у Сједињеним Државама. Планирано је да се одржи пет година након догађаја из филма Паранормална активност 2. Кејти и Хантер су се поново појавили и живе у кући преко пута Алекс и Вајата. Алекс и њена породица почињу да доживљавају паранормалне догађаје који се дешавају у њиховом властитом дому. „Тоби” се једном спомиње у филму, рекао је Бен. Иако је остварио бокс офис успех, филм Паранормална активност је био критички неуспех.
Пети филм, Паранормална активност: Обележени и шести филм, Паранормална активност: Димензија духова, објављени су 2014. и 2015. године, тим редоследом.

## Избрисана сцена
Избрисана сцена из филма Паранормална активност 2 под насловом „Хантер” је објављена у Паранормална активност 2: Неоцењен редитељев рез.